# Mila Rodino
Mila Rodino (bugarski: Мила Родино, prevedeno: "Mila domovino") je bugarska državna himna.
Bazirana je na glazbi i tekstu pjesme "Gorda Stara planina" Cvetana Radoslavova, napisanoj 1885. kad se išlo u Srpsko-bugarski rat. Himna je prihvaćena 1964., ali tekst je bio mijenjan više puta, posljednji put 1990.
Ovoj su himni prethodile tri:
- Šumi Marica ("Шуми Марица"), 1886. – 1944.;
- Balgarijo mila, zemja na geroi ("Българийо мила, земя на герои"), 1950. – 1964.;
- Republiko naša, zdravej ("Републико наша, здравей!"), u kratkom razdoblju između te dvije.

## Tekst na bugarskom
Мила родино
Горда Стара планина,

до ней Дунава синей,

слънце Тракия огрява,

над Пирина пламеней.
Припев:

Мила Родино,

ти си земен рай,

твойта хубост, твойта прелест,

ах, те нямат край.

## Prijevod na hrvatski
Mila domovina
Gorda Stara planina,

pored nje Dunav je sinju,

Trakijsko sunce grije,

preko Pirinom plamti.
Pripjev:

Mila domovina,

Ti si zemni raj,

Tvoja ljepota, i tvoj čar,

Ah, nemaju kraj.

## Galerija
Slike koje ilustriraju prvu kiticu:
- "Gorda Stara planina"...
- ..."do nje Dunav sinji"...
- ..."sunce Trakiju grije"...
- ..."nad Pirinom plamti."

## Vanjske poveznice
- Vojnikov, Ivan. ИСТОРИЯ НА БЪЛГАРСКИТЕ ДЪРЖАВНИ СИМВОЛИ (bugarski). Inačica izvorne stranice arhivirana 4. ožujka 2016. Pristupljeno 23. kolovoza 2010.